# Rodrigo Santoro
Rodrigo Junqueira dos Reis Santoro més conegut com a Rodrigo Santoro (Petrópolis, 22 d'agost de 1975) és un actor brasiler.

## Biografia
Estudiant de periodisme de la Pontifícia Universidade Catòlica do Rio de Janeiro, Santoro es va apuntar en l'Oficina d'Actors (‘taller d'actors’) del canal Rede Globo, però no va arribar a superar les proves per a una minisèrie anomenada Sex appeal. Però no es va desanimar i va aconseguir ser part de l'elenc d' Olho no Olho (de 1993) i Pátria minha (de 1994).
El seu primer paper important en la televisió arribaria a l'any següent com Serginho, en la telenovel·la Explode coração, que tractava el romanç d'un jove de 19 anys amb una dona madura, interpretada per Renée de Vielmond, que va disparar els índexs d'audiència d'aquesta telenovel·la. Entre les minisèries, destaquen Hilda Furacão (de 1998), Suave Veneno (de 1999) i Hoje é dia de Maria (de 2005).
El 2004 va protagonitzar al costat de Débora Falabella la comèdia romàntic A dona da história del director Daniel Filho.
En 1999 va posar la veu al ratolí protagonista de Stuart Little, en la versió brasilera d'aquesta producció. En 2002 va tornar a fer-ho, en la seqüela de la pel·lícula.
En 2001, amb el paper d'un jove internat a la força en un manicomi per la seva pròpia família, al film Bicho de Sete Cabeças, de Laís Bodanzky, va aconseguir els premis de millor actor en els festivals de Festival de Brasília, Recife, Rio de Janeiro i de diversos països sud-americans. En Abril despedaçado, de Walter Salles (nominada al Globus d'Or el 2002 com a millor film estranger), Santoro brilla com el sensible Tonho.
Valent en l'elecció dels personatges que interpreta, el 2003 va sorprendre en el paper del travesti empresonat Lady Di, en Carandiru, un film d'Héctor Babenco, sobre la major presó d'Amèrica Llatina, la Casa de Detenção de São Paulo, coneguda popularment com Carandirú. Aquest mateix any va tenir un petit paper en la pel·lícula Love Actually.
Va acompanyar a Nicole Kidman en el milionari curtmetratge publicitari de Chanel Nº5 (de 2005), dirigit per Baz Luhrmann.
es va unir al repartiment de la reeixida sèrie de televisió estatunidenca Lost en la seva tercera temporada. Interpretava a Paulo, un dels supervivents del vol 815 d'Oceanic. El personatge apareix per primera vegada en l'episodi titulat «Further instructions».
En 2007 va interpretar a Xerxes I en la pel·lícula 300 dirigida per Zack Snyder. Per aquest personatge va ser nominat als MTV Movie Awards, en la categoria de millor vilà, competint contra Jack Nicholson (qui va resultar finalment guanyador) i Meryl Streep.
En 2011 va protagonitzar de nou al costat de Débora Falabella les pel·lícules Meu país y Homens de bem.
L'agost de 2012, la seva interpretació d'Heleno das Freitas a la pel·lícula Heleno (de 2011), li va valer el premi al millor actor al Festival de Cinema de Lima.

## Filmografia

### Cinema
- 1996: Depois do Oscuro.
- 1998: Como Ser Solteiro.
- 1998: A Ostra e o Vento.
- 1999: O Trapalhāo e a Luz Azul.
- 1999: Stuart Little - Doblatge versió brasilera.
- 2001: Bicho de Sete Cabeças.
- 2001: Abril Despedaçado.
- 2002: Stuart Little 2 - Doblatge versió brasilera.
- 2002: Carandiru.
- 2003: The roman spring of Mrs. Stone.
- 2003: Els àngels de Charlie: Al límit.
- 2003: Love Actually.
- 2004: A Dona da História.
- 2007: 300.
- 2007: Não Por Acaso.
- 2008: Live, love, laught, but....
- 2008: Os desafinados.
- 2008: Cinturón rojo.
- 2008: Leonera.
- 2008: Che, guerrilla.
- 2008: Che, el argentino.
- 2009: I Love You Phillip Morris.
- 2009: Post Grad.
- 2010: Manual para se defender de alienígenas, zumbis e ninjas.
- 2010: Papai noel existe.
- 2011: Rio.
- 2011: There be Dragons
- 2011: Heleno.
- 2011: Meu país.
- 2011: Homens de bem.
- 2012: Reis e ratos.
- 2012: What to expect when you´re expecting (Qué esperar cuando estás esperando).
- 2012: Hemingway & Gellhorn.
- 2013: The Last Stand.
- 2013: Uma historia de amor e fúria.
- 2014: 300: Rise of an Empire.
- 2014: Río 2.
- 2014: Rio, i love you
- 2015: Los 33.
- 2015: Focus.
- 2016: Jane Got a Gun
- 2016: Ben-Hur.
- 2016: Pelé: Birth of a Legend
- 2016: Dominion
- 2018: Un traductor
- 2020: Project Power
- 2021: 7 Prisioneiros

### Telenovel·les
- 1993: Olho no olho.
- 1994: Pátria Minha.
- 1995: Explode Coração.
- 1997: O amor está no ar.
- 1998: Hilda Furacão.
- 1999: Suave Veneno.
- 2001: Estrela-guia.
- 2003: Mulheres Apaixonadas.
- 2016: Velho Chico.

### Sèries
- 1996: Sai de baixo (episodi: "o sexonosso de cada dia").
- 1996: A comédia da vida privada (episodi: "Mulheres").
- 1999: O belo e as feras (episodi "Só o amor destrói").
- 2001: Os normais (episodi: "Grilar é normal").
- 2002: Pastores da noite.
- 2005: Hoje é dia de Maria.
- 2005: Hoje é dia de Maria 2.
- 2006: Sitcom.br
- 2006: Lost.
- 2009: Som & Fúria.
- 2010: Afinal, o que querem as mulheres?.
- 2012: As brasileiras (episodi "A indomável do Ceará").
- 2016: Westworld.
- 2022: Sin límites.